# Pringgajurang
Pringgajurang is een bestuurslaag in het regentschap Oost-Lombok van de provincie West-Nusa Tenggara, Indonesië. Pringgajurang telt 3677 inwoners (volkstelling 2010).